# Семенчук Віктор Михайлович
Ві́ктор Миха́йлович Семенчу́к (* 2 червня 1952, Кадіївка, нині Луганської області — 10 січня 2015, Хмельницька область) — народний депутат України другого скикання (липень 1994 — квітень 1998, Старокостянтинівський виборчий округ 415). Заслужений працівник сільського господарства України (1993).

## Біографічні відомості
Закінчив 1974 року фізико-математичний факультет Кам'янець-Подільського педагогічного інституту (нині Кам'янець-Подільський національний університет імені Івана Огієнка), 1985 року — Кам'янець-Подільський сільськогосподарський інститут (нині ПДАТУ — Подільський державний аграрно-технічний університет), де набув фаху зооінженера.
Працював із 1974 року вчителем математики середньої школи села Сахнівці Старокостянтинівського району, служив у армії. З 1982 року — завідувач тваринницького комплексу колгоспу «Комунар» села Сахнівці. Генеральний директор АТ «Україна». Заступник міністра економіки України з травень 1998 року по липень 1999 року. Генеральний директор виробничо-наукового об'єднання «Укрптахопром».

## Нагороди
Орден «За заслуги» III (листопад 1996), II ступенів (грудень 2002).